# Terence Cooke
Terence James Cooke (New York, 1º marzo 1921 – New York, 6 ottobre 1983) è stato un cardinale e arcivescovo cattolico statunitense.

## Biografia
Nacque a New York il 1º marzo 1921, venne ordinato presbitero il 1º dicembre 1945 ed il 15 settembre 1965 venne nominato vescovo con il titolo di Summa ed eletto ausiliare di New York, di cui divenne arcivescovo il 2 marzo 1968.
Papa Paolo VI lo elevò al rango di cardinale nel concistoro del 28 aprile 1969.
Dopo l'incontro tenutosi l'11 aprile 1969 nel convento del Divino Maestro ad Ariccia, fu protagonista di una serie di strette di mano pubbliche fra alti prelati e capi della Massoneria.
Morì il 6 ottobre 1983 all'età di 62 anni di leucemia.

## Genealogia episcopale e successione apostolica
La genealogia episcopale è:
- Cardinale Scipione Rebiba
- Cardinale Giulio Antonio Santori
- Cardinale Girolamo Bernerio, O.P.
- Arcivescovo Galeazzo Sanvitale
- Cardinale Ludovico Ludovisi
- Cardinale Luigi Caetani
- Cardinale Ulderico Carpegna
- Cardinale Paluzzo Paluzzi Altieri degli Albertoni
- Papa Benedetto XIII
- Papa Benedetto XIV
- Papa Clemente XIII
- Cardinale Marcantonio Colonna
- Cardinale Giacinto Sigismondo Gerdil, B.
- Cardinale Giulio Maria della Somaglia
- Cardinale Carlo Odescalchi, S.I.
- Cardinale Costantino Patrizi Naro
- Cardinale Lucido Maria Parocchi
- Papa Pio X
- Papa Benedetto XV
- Papa Pio XII
- Cardinale Francis Joseph Spellman
- Cardinale Terence James Cooke

La successione apostolica è:
- Vescovo Martin Joseph Neylon, S.I. (1970)
- Vescovo Patrick Vincent Ahern (1970)
- Vescovo Edward Dennis Head (1970)
- Vescovo James Patrick Mahoney (1972)
- Vescovo Anthony Francis Mestice (1973)
- Vescovo James Jerome Killeen (1975)
- Vescovo Howard James Hubbard (1977)
- Vescovo Francisco Garmendia Ayestarán (1977)
- Sig. Theodore Edgar McCarrick (1977) (Dimesso da Cardinale nel 2018, Laicizzato nel 2019)
- Vescovo Austin Bernard Vaughan (1977)
- Vescovo Emerson John Moore (1982)
- Vescovo Joseph Thomas O'Keefe (1982)
- Arcivescovo Joseph Thomas Dimino (1983)
- Vescovo Lawrence Joyce Kenney (1983)
- Vescovo Francis Xavier Roque (1983)